# Hereweg 108 (Groningen)
Het pand Hereweg 108 in de stad Groningen is een woonhuis in ecletische stijl, dat is aangewezen als gemeentelijk monument.

## Beschrijving

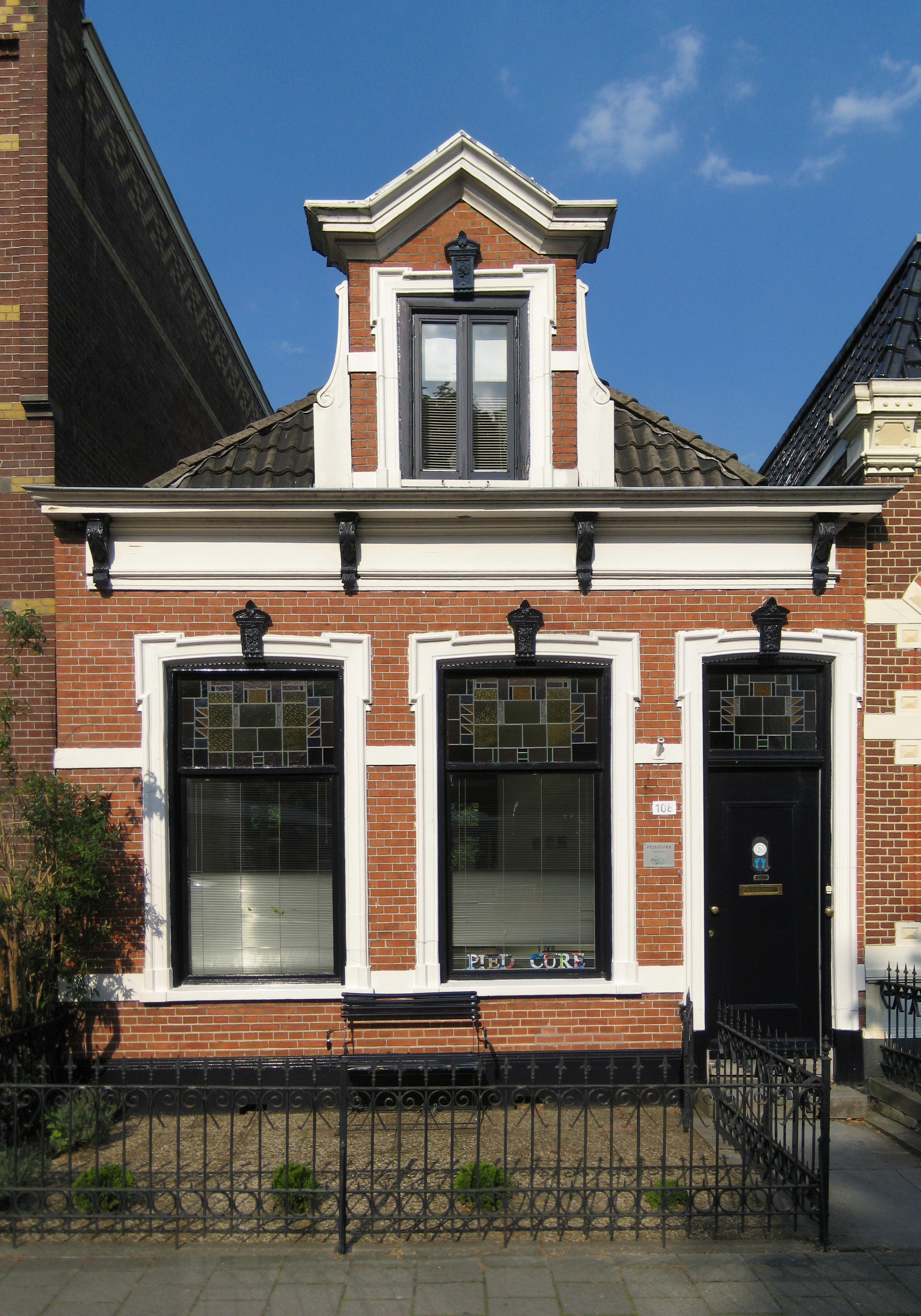
Het pand Hereweg 108 in 2011

Het huis, dat in 1895 werd gebouwd in opdracht van J.R.F. Carabain, staat aan de oostzijde van de Hereweg schuin tegenover de voormalige fietsenfabriek Fongers. Wie het pand heeft ontworpen, is onbekend. Het is gebouwd op een rechthoekig grondplan en bestaat uit één bouwlaag onder een schilddak. Achter het huis bevindt zich een aanbouw onder een plat dak. De oorspronkelijke keuken, die aan de achterzijde in een serre was uitgebouwd, is in 1927 vervangen door een nieuwe keuken in een aanbouw aan de zuidzijde. Bij deze verbouwing werd tevens de alkoof tussen de voor- en achterkamer gesloopt. Ook werd een nieuwe trap naar de zolderverdieping geplaatst, waar een slaapkamer werd gerealiseerd. De kap van het pand is in 1983 gerenoveerd, waarbij de dakpannen werden vervangen door sneldekkers.
Het pand heeft een uit rode baksteen opgetrokken voorgevel, die is gemetseld boven een gepleisterde plint. De gevelopeningen zijn enigszins getoogd en voorzien van in stucwerk uitgevoerde geprofileerde lijsten en sluitstenen. De vensterbanken en middendorpels zijn met elkaar verbonden door gestucte banden. De bovenlichten van de vensters en de voordeur zijn voorzien van gekleurd glas in lood in geometrische motieven, dat uit de periode 1920-1930 stamt. Voor de voordeur, die is voorzien van een opgelegd profiel waarbinnen een rechthoekig ruitje is aangebracht, ligt een hardstenen stoepje van twee treden. De erfafscheiding van het pand bestaat uit een smeedijzeren hekwerk. De voorgevel wordt gesloten door een rechte kroonlijst met daarop vier bewerkte consoles, waarop de geprofileerde gootlijst rust. Daarboven is in het voordakschild een gemetselde kajuit geplaatst, die is voorzien van houten wangstukken en aan de bovenzijde van een geknikte en geprofileerde kroonlijst. Het venster in de kajuit, dat uit twee delen bestaat, wordt omlijst door stucwerk met hetzelfde uiterlijk als dat rondom de gevelopeningen op de begane grond. In de achtergevel, waarvan de raamindeling is vernieuwd, is een breed vensterkozijn met een rollaag geplaatst.
Het interieur van het pand is relatief goed bewaard gebleven. Het omvat onder meer rijk versierde gestucte plafonds in de vestibule, de gang en de voor- en achterkamer en een schoorsteenboezem die is gedecoreerd met een lijstpaneel en een kroonlijst. De deuren zijn voorzien van panelen en worden omlijst door geprofileerde kozijnen. In de voorkamer zijn bij de gebosseerde raamkozijnen zitbanken aangebracht. Het toilet heeft nog de originele wandbetegeling.
Waardering
Het pand is aangewezen als gemeentelijk monument, mede vanwege "zijn situering als representant van een groep nog goed bewaard gebleven eenlaagse woonbebouwing aan de oostzijde van de Hereweg" en daarmee vanwege zijn "belang voor de stedenbouwkundige ontwikkeling van dit gebied". Ook van belang is dat de vormgeving van het huis "kenmerkend is voor de architectuur uit het laatste kwart van de 19de eeuw"'.